# (72548) 2001 EF1
(72548) 2001 EF1 – planetoida z pasa głównego asteroid okrążająca Słońce w ciągu 4,17 lat w średniej odległości 2,59 j.a. Odkryta 1 marca 2001 roku.